# Черен коронован жерав
Черен коронован жерав (Balearica pavonina) е вид птица от семейство Жеравови (Gruidae). Видът е световно застрашен, със статут Уязвим.

## Разпространение и местообитание
Разпространен е в Бенин, Буркина Фасо, Гамбия, Гана, Гвинея, Гвинея-Бисау, Еритрея, Етиопия, Камерун, Кения, Демократична република Конго, Мавритания, Мали, Нигер, Нигерия, Сенегал, Судан, Того, Централноафриканската република, Чад и Южен Судан.